# بيتر كينيدي (متزلج فني)
بيتر كينيدي (بالإنجليزية: Peter Kennedy)‏ هو متزلج فني أمريكي، ولد في 4 سبتمبر 1927 في أولمبيا في الولايات المتحدة.

## وصلات خارجية
- بيتر كينيدي على موقع أوليمبيديا (الإنجليزية)